# Lucio Cecchinello

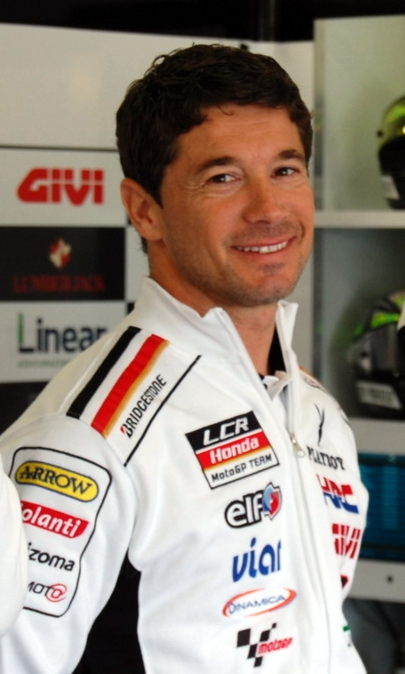
Lucio Cecchinello op Silverstone in 2011.

Lucio Cecchinello (Venetië, 21 oktober 1969) is een voormalige Italiaans motorcoureur, nu teameigenaar van het LCR (Lucio Cecchinello Rasing) Honda GP team.
Cecchinello maakte in 1993 zijn debuut in de 125cc-klasse van het wereldkampioenschap wegrace op een Gazzaniga. Op een niet competitieve motor wist hij geen enkel punt te scoren. Desondanks stapte hij in 1994 over naar een Honda en wist in drie races in de punten te eindigen. In 1995 stapte hij over naar de 125cc-klasse van het Europees kampioenschap wegrace en werd kampioen met acht overwinningen uit elf races. In 1996 keerde hij terug in het wereldkampioenschap op een Honda met zijn eigen team, Team LCR. Na twee jaren in de middenmoot te hebben gereden, boekte hij in de Grand Prix van Madrid in 1998 zijn eerste Grand Prix-overwinning. Tevens eindigde hij op het podium in Tsjechië en Argentinië. Ook in 1999 behaalde hij podiumplaatsen in Spanje, Duitsland, Tsjechië en Australië. Nadat hij in 2000 niet op het podium stond, stapte hij in 2001 over naar een Aprilia en behaalde zijn tweede overwinning in de Grand Prix van Catalonië. In 2002 beleefde hij zijn beste seizoen met overwinningen in Spanje, Frankrijk en Tsjechië, waardoor hij als vierde in het kampioenschap eindigde. In 2003 behaalde hij overwinningen in Spanje en Italië en stond na de laatste race samen met Dani Pedrosa aan de leiding in het kampioenschap. Hierna wist hij nog slechts drie keer punten te scoren en eindigde het seizoen als negende. Na afloop van het seizoen stopte hij met racen.
- (en)  Lucio Cecchinello op de officiële website van het wereldkampioenschap wegrace